# Cinnyris johannae
El suimanga de Johanna (Cinnyris johannae) es una especie de ave paseriforme de la familia Nectariniidae, propia de la selva tropical africana.